# Wet hygiëne en veiligheid badinrichtingen en zwemgelegenheden
De Wet hygiëne en veiligheid badinrichtingen en zwemgelegenheden (afgekort: Whvbz) is een Nederlandse wet die in 1984 is gemaakt voor toezicht op een openbaar zwembad. Sindsdien is het toezicht ook uitgebreid tot niet-openbare zwembaden, bijvoorbeeld in hotels en op campings. Sinds 2000 gaat de wet ook over
therapiebaden in de medische sfeer. De wet regelt niet alleen de waterkwaliteit voor zwembaden, maar ook voor oppervlaktewater waarin gezwommen mag worden. De Provincie is belast met het toezicht.
Het ministerie van Infrastructuur en Milieu ontwikkelt een nieuwe Zwemwaterwet.

## Uitvoering door de Provincie
Degene die een zwembad wil starten, wijzigen of uitbreiden moet dat melden aan de Provincie. Verder kan de Provincie een beleid vaststellen om regelmatig inspecties uit te voeren. Op basis van de melding en de inspecties kan de Provincie aanvullende eisen stellen aan de veiligheid en hygiëne.

### Activiteiten
- beleid Whvbz vaststellen
- meldingen beoordelen na eerste inspecties
- mogelijk vervolginspecties n.a.v. beleid
- aanvullende eisen stellen

## Uitvoering door de gemeente
De Nederlandse gemeente heeft in drie situaties te maken met het toezicht van de Provincie
- de Provincie moet de gemeente informeren over zijn veiligheid en hygiëne-besluiten.
- de Provincie kan de gemeente om een reactie (het zogenaamde horen) vragen alvorens een besluit te nemen
- de burgemeester kan een Provinciaal besluit ondersteunen door bestuursdwang toe te passen op de zwembadeigenaar.

Deze informatieuitwisseling is ook van belang voor de verantwoordelijkheid die de eigenaar, soms de gemeente zelf, heeft voor het onderhoud van het gebouw en de installaties. De gemeente heeft ook tot taak onderhoud af te dwingen en toezicht te houden op de staat van het zwembad op basis van de bouwvergunning. Het ministerie van VROM houdt toezicht op uitvoering van taken door gemeenten en provincies.

### Activiteiten
- actief kennisnemen van toezicht door de Provincie (bijvoorbeeld soms de gemeenteraad informeren) (artt 5,7,10,11a)
- een inspraakreactie opstellen (artt 5, 7, 13)
- een last onder bestuursdwang opstellen (art 22)
- bouwtoezicht
- bestuursdwang uitvoeren

### Financiën
De kosten van deze taak bestaan alleen uit de uren die de ambtelijke organisatie en burgemeester en wethouders besteden aan het toezicht. De kosten worden gedekt via eigen belastingen en algemene uitkering uit het Gemeentefonds. Gemeenten bekostigen het bouwtoezicht niet uit de leges van bouwvergunningen. Er zijn geen inkomsten en er worden geen middelen beschikbaar gesteld door andere overheden.